# Petróvskoie (Izmàlkovo)
|  | Per a altres significats, vegeu «Petróvskoie». |

Petróvskoie (en rus: Петровское) és un poble de l'óblast de Lípetsk, a Rússia, que en el cens del 2010 tenia 53 habitants. Pertany al districte rural d'Izmàlkovo.